# Teutberge d'Arles
Teutberge d'Arles, appelée aussi Theutberge ou Thiberge, morte avant septembre 948, est la fille de Théobald d'Arles, comte d'Arles, et de Berthe, fille illégitime du roi Lothaire II ; elle est la sœur d'Hugues d'Arles (c.880-947), comte d'Arles et de Vienne puis marquis de Provence et roi d'Italie, et de Boson d'Arles (885-936), comte de Provence.

## Biographie
Teutberge épouse avant 900 Garnier (ou Warnarius), (né vers 885, mort en 925 en combattant les Vikings à la bataille de Calaus mons (Chaumont ou peut-être Chalmont, entre Milly-la-Forêt et Barbizon, ou Chalaux, sur la rivière du même nom, dans la Nièvre, ou encore à l'embouchure de l'Arconce près du lieu-dit Caro, devenu depuis Carrouges), comte (ou vicomte) de Sens, comte (vicomte) de Troyes.
Le couple a pour enfants : 
- Manassès d'Arles (? - † 962), évêque de Trente (932/933-957), archevêque d’Arles (914-962), puis de Milan (948), par qui elle est connue[5] ;
- Berthe de Mâcon (915 - ?) ;
- Boson ;
- Theuberge (leur fille ou petite-fille) (909 - après 962), épouse de Charles-Constantin de Vienne ;
- Richard, comte de Troyes vers 926 ;
- Garnier[6] ;
- Richilde, épouse du vicomte Thibaud l'Ancien (hypothèse[7],[8]) ;
- Hugues de Vienne († vers 948), comte palatin du Royaume de Bourgogne, comte de Vienne, comte à Lyon et à Besançon, fidèle neveu de Hugues d'Arles. Il est marié à Willa, peut-être fille de Louis Welf, comte en Thurgau, fils du roi Rodolphe Ier de Bourgogne et de Willa de Provence (fille du roi Boson). On attribue comme enfants à ce couple : 
  - Boson,
  - Garnier-Hubert de Troyes/de Vienne, qui selon Georges de Manteyer (1899)[9], serait l'aïeul d'Humbert, premier représentant de la dynastie de Savoie[10],
  - saint Thibaud, archevêque de Vienne (957-1001),
  - Adélaïde, qui eut au moins deux époux[11] : Lambert de Chalon, puis Geoffroy Grisegonelle d'Anjou.